# 雷人水滸
《雷人水浒》（Outlaws of the Marsh Revisted），是由加拿大新境界影视公司（New Realms Studios）制作出品的系列穿越剧。已经拍摄两季，第一季10集和第二季13集已于2016年1月在网络和电视上相继播出。
系列穿越剧《雷人水浒》以中国古典四大名著之一的《水浒传》为背景，原著中描写了水泊梁山一百零八将被逼上梁山，起义造反的故事。他们讲究忠义、劫富济贫、打抱不平、不满贪官污吏，与腐化的朝廷抗争。该剧借古讽今，借梁山好汉穿越到现代的遭遇，利用舞台剧和电视剧相结合的手法揭示当今中国大陆的一系列社会真实事件，例如食品安全、道德败坏、贪污腐败等等，并借梁山好汉之口发出了“红朝还不如宋朝”的感慨。
《雷人水浒》讲述了梁山好汉受青年记者之托，穿越到现代中国搭救其父亲的故事。紧张刺激的剧情背后不失令人捧腹大笑的雷人事件，幽默搞笑的同时也令人深刻反思现代中国的真实状况。主人公们穿越时空总共有三个部分，包括现在的加拿大，现在的红朝和九百年前的宋朝。全剧以实景拍摄、绿屏抠像和视觉效果（VFX）完成，使画面形成一种较强的对比，而且同时展现出不同时空气氛的感受，也令时效性和时事性更好地增强。

## 角色与演员
| 角 色          | 演 员      | 介 绍          |
| 宋小海         | 穆川       | 勇敢正义好记者 |
| 宋江           | 杨众       | 多谋善断呼保义 |
| 李逵（第一季） | 大川       | 侠肝义胆猛虎将 |
| 李逵（第二季） | 白松       | 侠肝义胆猛虎将 |
| 孙二娘         | Linda Cong | 忠肝义胆夜叉精 |
| 时迁           | 蔡相守     | 盗亦有道鼓上蚤 |
| Jason          | 马诺       | 酷毙科学怪人   |
| 吴用           | 文昭       | 足智多谋智多星 |
| 公孙胜         | 史健       | 神通广大入云龙 |
| 王英           | 马炎       | 风闻奏事小特务 |

## 评价
新唐人網友：穿越剧情本并不稀奇，《雷》剧独树一帜，令人耳目一新。
首先，故事背景与情节设置别具匠心，为宋朝、多伦多与红朝之间的交叉穿越提供了合理性与可能性。惊险曲折的剧情，把重大的社会事件和三地的历史文化差异层层呈现，笑点也由此连环产生。观众既能看到当代东西方社会不同的政治人文环境，也对同一地理坐标上宋朝与红朝的纵向对比一目了然。多方位多角度的真实展示与剖析，为观众提供了充分的思考和想像空间。人物塑造是该剧的另一亮点。主要角色性格鲜明，演员们的表演精准到位：小海善良开朗，纯真热情。他先是被逼上梁山，继而担当起协调众位好汉的任务，欲救父出牢笼。及时雨宋江沉稳多谋，挥挥折扇，计上心头。黑旋风李逵耿直鲁莽，见到不平之事便常大喝一声：“吃爷爷一斧！”。鼓上蚤时迁骨软身健，智谋在胸。母夜叉孙二娘刚烈泼辣，面冷心热。小海的好友，说一口流利汉语的洋人杰森，阳光豪爽。他们要联手对付的是红朝公安部的关主任，还有与官方勾结的付老板。此外，关少爷和小付这两个留洋镀金的纨绔子弟也与小海等人产生了有趣的交集。时空交错，制造出雷人的剧情和台词，令人捧腹大笑后又陷入沉思。......"

## 外部連結
- 電視劇《雷人水滸》官方網站 （页面存档备份，存于）
- 雷人水滸Youtube Channel （页面存档备份，存于）
- 雷人水滸Facebook官方頁面